# 45e bataillon de chasseurs à pied
Le 45e bataillon de chasseurs à pied est une unité de chasseurs de réserve de l'armée française, issue du 5e bataillon de chasseurs à pied créée en 1914 qui participe à la Première Guerre mondiale.

## Création et différentes dénominations
2 août 1914: formation du 45e bataillon de chasseurs à pied, à Brienne-le-Château, à partir du 5e BCP
1919 : Dissolution
1939 : Recréation du 45e bataillon de chasseurs à pied, comme bataillon de réserve de Série A[réf. nécessaire]
- 1940 : Dissolution

## Drapeau du régiment
Comme tous les autres bataillons de chasseurs ou groupes de chasseurs, il ne dispose pas de son propre drapeau.
Il obtient la fourragère aux couleurs de la Croix de guerre 1914-1918 le 7 octobre 1918.

## Historique

### La Première Guerre mondiale
121e division d'infanterie de juin 1915 à novembre 1918

#### 1914
Opérations d'Alsace : Mulhouse (13 août), Roderen (15 août), Aspach (16 août), Saint Dié (22 août)
Front défensif de l'Armée Maunoury : Plateau des Loges, (fin décembre)

#### 1915
Proyart
Puisieux
Crouy
Berry-au-Bac

#### 1916
Bataille de la Somme : Estrées, Belloy-en-Santerre (juillet)
Oise

#### 1917
Chemin des Dames

#### 1918
Flandres
L'Aronde
Lassigny
Aisne
Ardennes

## Sources et bibliographie
- Historique du 45eme bataillon de chasseurs à pied, Nancy, Impr. réunies, 123 p., lire en ligne sur Gallica.